# I Can't Put My Finger on It
I Can't Put My Finger on It är en låt av det amerikanska alternativ rock-bandet Ween. Låten släpptes som första singel från albumet Chocolate and Cheese släppt 1994. Ween har spelat låten live över 250 gånger.
En lågbudgetvideo släpptes till låten.
AllMusic kritiken Heather Phares tyckte att "I Can't Put My Finger on It" var en av de bästa låtarna på Chocolate and Cheese.